# Дін Чайновет
Дін Чайновет (англ. Dean Chynoweth; 30 жовтня 1968, м. Калгарі, Канада) — канадський хокеїст, захисник. Помічник головного тренера «Нью-Йорк Айлендерс».
Виступав за «Медисин-Гет Тайгерс» (ЗХЛ), «Нью-Йорк Айлендерс», «Спрингфілд Ініанс» (АХЛ), «Кепітал-Дистрикт Айлендерс» (АХЛ), «Солт-Лейк Голден-Іглз» (ІХЛ), «Бостон Брюїнс», «Провіденс Брюїнс» (АХЛ), «Квебек Рафальс» (ІХЛ).
В чемпіонатах НХЛ — 241 матч (4 голи, 18 передач), у турнірах Кубка Стенлі — 6 матчів.
Досягнення
- Срібний призер молодіжного чемпіонату світу (1986).

Тренерська кар'єра
На тренерській роботі з 1998 року.
- Помічник головного тренера молодіжної збірної Канади (2004, ЧС).
- Головний тренер «Сієтл Сандербердс» (2000—04, ЗХЛ)
- Головний тренер/генеральний менеджер «Свіфт-Каррент Бронкос» (2004—09, ЗХЛ)
- Помічник головного тренера «Нью-Йорк Айлендерс» (з 2009, НХЛ).